# Prizonier de război

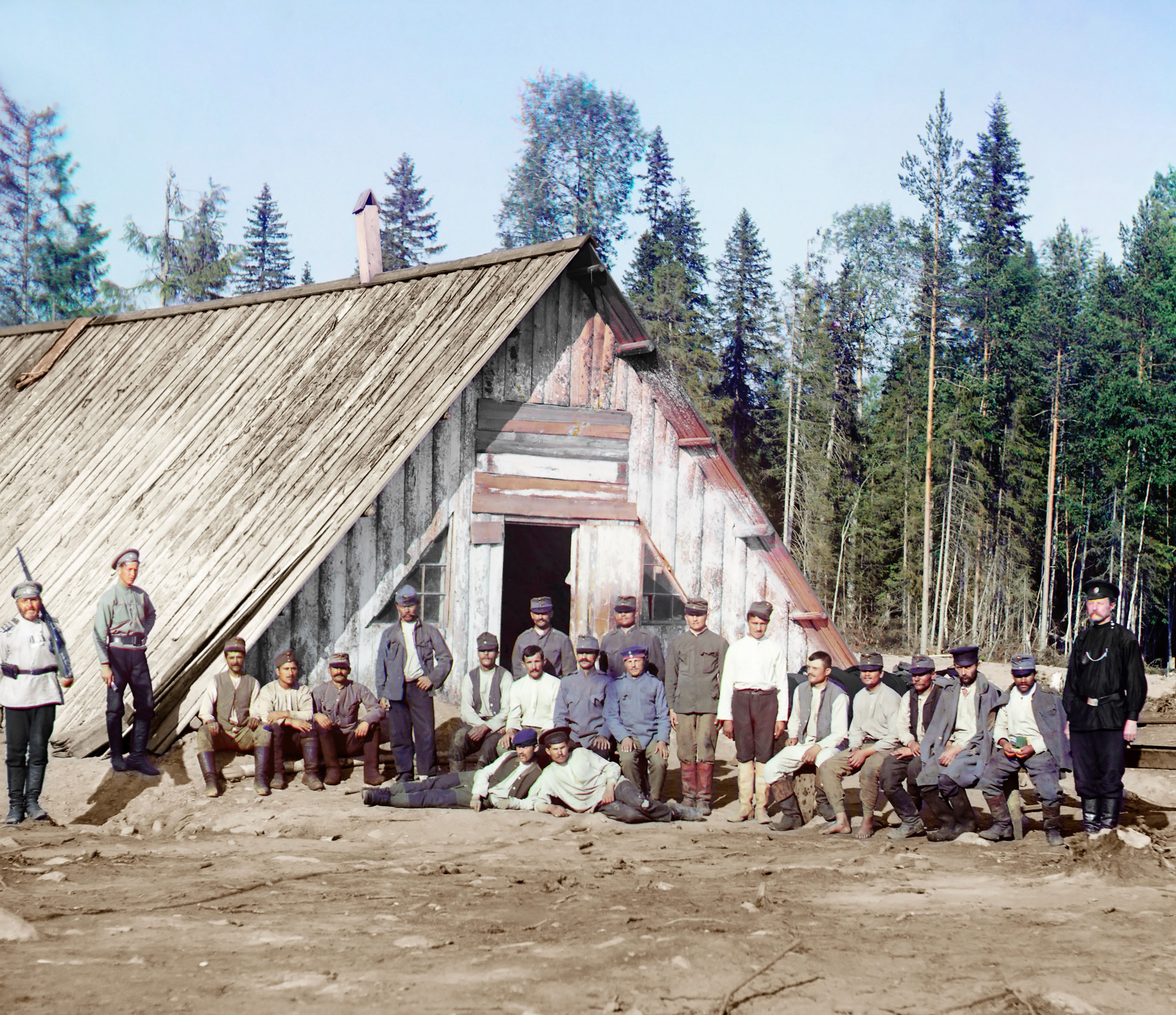
Prizonieri austro-ungari în Rusia. O fotografie din 1915 de Prokudin-Gorskii

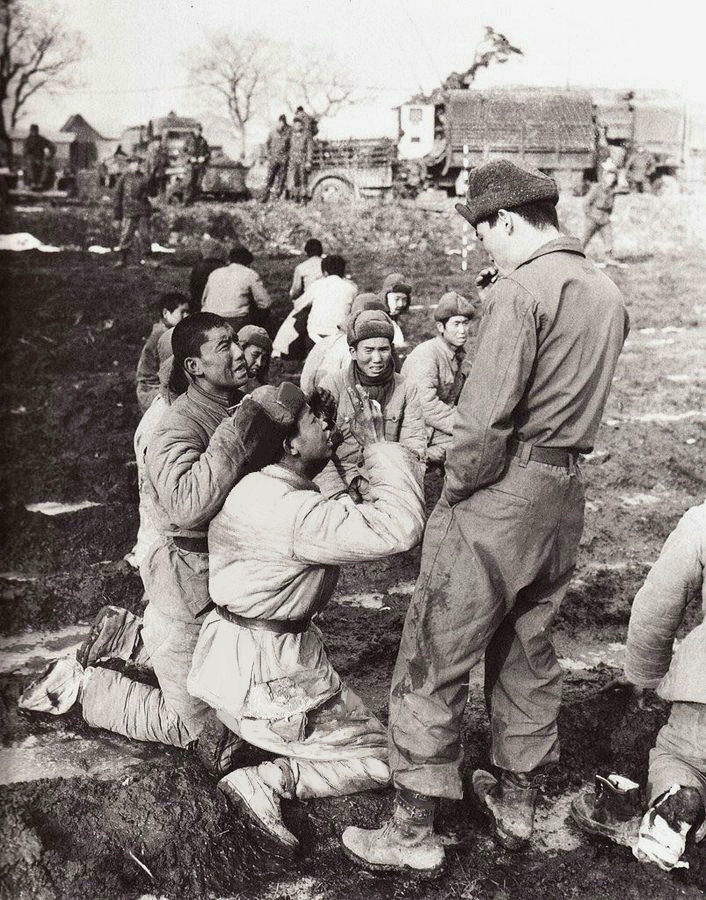
Soldații chinezi capturați cerșesc pentru viața lor unui soldat sud-coreean, crezând că vor fi executați, 1951.

Un prizonier de război este un soldat (infanterist, marinar, aviator sau din infanteria marină) care este închis de o putere inamică în timpul sau imediat după un conflict armat. Există legi internaționale care apără prizonierii de război de relele tratamente. Diferitele națiuni au atitudini diferite față de respectivele legi. 
Articolul al 4-lea al Convenției a III-a de la Geneva protejează personalul militar capturat, pe unii dintre luptători de gherilă și pe anumiți civili. Prevederile sus-numitei convenții se aplică din momentul în care prizonierul este capturat până în momentul în care este eliberat sau este repatriat. Una dintre cele mai importante prevederi este aceea de a scoate în afara legii torturarea prizonierilor, stabilind că prizonierului nu i se poate cere decât să-și declare numele, data nașterii, gradul și numărul de identificae (dacă există).
Statutul de prizonier de război nu este aplicabil necombantanților neînarmați capturați în timp de război. Ei sunt protejați de Convenția a IV-a de la Geneva, mai degrabă decât de cea de-a a treia, care-i apără pe militari.

## Calitatea de prizonier de război
În principal, pentru a fi îndreptățit să fii prizonier de război, persoana capturată trebuie să se fi comportat conform legilor și obiceiurilor războiului, ca de exemplu să fie parte a unei structuri miltare organizate, să poarte uniformă militară și să aibă armele la vedere. De aceea, partizanii, teroriștii și spionii pot fi executați. În practică însă, aceste criterii nu se aplică întotdeauna. Luptătorilor de gherilă, de exemplu, deși nu poartă uniforme și poartă arme la vedere, li se aplică statutul de prizonieri de război atunci când sunt capturați. Totuși, gherilelor nu li se poate recunoaște statutul de prizonieri de război dacă încearcă să folosească și de statutul de militar și de cel de civil. De aici apare importanța uniformei – sau în cazul gherilelor, a unui semn distinctiv – care face să fie respectată una dintre cele mai importante legi a războiului.

## Tratamentul aplicat prizonierilor de război
Modul în care sunt tratați prizonierii de război poate depinde de resurse, atitudinile sociale și politicile guvernului și a militarilor implicați în această problemă. De exemplu, în al Doilea Război Mondial, prizonierii sovietici din Germania Nazistă, respectiv cei germani din Uniunea Sovietică, erau tratați de multe ori cu nepăsare și brutalitate. Regimul nazist îi considera pe prizonierii sovietici ca aparținând unei rase inferioare, și mulți dintre acești prizonieri au fost obligați să presteze muncă forțată, sau au fost uciși în conformitate cu politica celui de-al treilea Reich de "purificare rasială". Justificarea oficială, folosită de autoritățile germane pentru atitudinea lor față de prizonierii sovietici, era aceea că URSS-ul nu semnase Convenția de la Geneva. Prizonierii din Anglia și Satele Unite ale Americii erau tratați în general mult mai bine de germani, în comparație cu modul în care Aliații îi tratau pe cei naziști, cu rare excepții. Atunci când englezii și americanii erau puși să muncească, erau recompensați, iar ofițerii britanici, pentru a le respecta regulamentele din armata regală, nu erau forțați să meargă la lucru. De partea sovietică, se considera că prizonierii germani își pierduseră dreptul de a mai fi tatați ca prizonieri de război, datorită nenumăratelor crime de război de care fuseseră acuzați miltarii naziști în timpul invaziei. Acest fapt, combinat și cu realitatea că o bună parte a forței de muncă sovietice se afla în teritoriile ocupate de Germania, a dus la internarea prizonierilor de război germani în lagărele de muncă forțată, unde au primit același tratament ca și condamnații sovietici pentru crime de drept comnun sau politice. 
În teatrul de război din Pacific, japonezii s-au remarcat printr-unul dintre cele mai dure tratamente aplicate prizonierilor de război. Prizonierii deținuți de japonezi au fost tratați extrem de brutal, incluzând munca forțată, experimentele medicale, vivisecțiile, rațiile de înfometare, bătăile aplicate pentru tentativele de evadare. Pe câtă vreme în lagărele germane prizonierii aliați aveau o rată a mortalității de 2% – 4% , decese care erau atribuite în general mortalității din cauze naturale, rata mortalității în lagărele japoneze de prizonieri era de 20% – 35%. Aceste decese erau datorate tratamentelor fizice proaste, malnutriției, muncii forțată și lipsei de medicamente, în mod special a celor împotriva malariei. În timpul războiului din Vietnam, americanii capturați de nord-vietnamezi erau bătuți și torturați în mod obișnuit, violându-li-se statutul lor de prizonieri de război. 
Prin contrast, facilitățile folosite pentru reținerea prizonierilor aflate în grija națiunilor aliate – SUA, Regatul Unit și Canada – se conformau în totalitate Convențiilor de la Geneva, care creau condiții de viață pe care prizonierii le găseau uneori mai confortabile decât în barăcile propriilor lor armate. Această abordare a fost hotărâtă pentru a face rost de forță de muncă sănătoasă și cooperantă în activitatea din agricultură, activitate permisă de sus numitele convenții. Acești „agricultori” erau răsplătiți pentru munca lor, așa cum cereau aceleași convenții. În plus, astfel se reduceau evadările și revoltele prizonierilor și, de asemenea, se spera ca zvonurile despre condițiile omenești din lagărele aliate să-i indemne pe combatanți să se predea mai ușor. Mai mult decât atât, astfel se ridica moralul trupelor aliate, cărora li se întărea convingerea că tabăra lor este superioară din punct de vedere etic inamicilor. A existat însă un număr de locații aliate pentru interogarea prizonierilor, ținute secrete de frica represaliilor germane, unde s-a folosit tortura pentru obținerea de informații de importanță tactică sau strategică, în ciuda afirmațiilor publice conform cărora americanii și britanicii nu ar fi încălcat nici o dată Convențiile de la Geneva.

## Prizonierii de război de după momentul semnării Convenției de la Geneva (1929)
Uniunea Sovietică nu a semnat Convenția de la Geneva, reglementarea internațională care a început să fie aplicată din 1929.
| Țara     | Prizonieri de război               | Numele conflictului                                |
| URSS     | 5.700.000                          | Al Doilea Război Mondial (Total)                   |
| Franța   | 1.900.000                          | Bătălia pentru Franța din al Doilea Război Mondial |
| SUA      | ~130.000                           | Al Doilea Război Mondial                           |
| Germania | nu există cifre demne de încredere | Al Doilea Război Mondial                           |
| Anglia   | nu există cifre demne de încredere | Al Doilea Război Mondial                           |
| Pakistan | 93000                              | Războiul indo-pakistanez din 1971                  |

## Lista a unor prizonieri de război celebri
- Friedrich Paulus
- Werner Drechsler
- Walther von Seydlitz-Kurzbach
- Laurens van der Post
- General Yahya Khan
- A. A. K. Niazi
- Airey Neave
- Rudolf Hess
- John McCain
- Louis Zamperini
- Jeremiah Denton
- Ronald Searle
- Jessica Lynch
- Kurt Vonnegut
- E W Swanton
- W. H. Murray
- Wilm Hosenfeld
- Winston Churchill

## Articole înrudite
- Combatant
- Combatant ilegal
- Legile războiului
- Crimă de război
- Prizonierii de război ai revoluției americane
- Lagăr pentru prizonierii de război
- Dispărut în acțiune
- Marea evadare (eveniment istoric)
- Stalag 17
- Calea ferată a morții